# Općina Vrapčište
Općina Vrapčište (makedonski: Општина Врапчиште, albanski: Komuna e Vrapçishtit) jedna je od 80 [Općine Sjeverne Makedonije|općina Sjeverne Makedonije]] koja se prostire na sjeverozapadu Sjeverne Makedonije. 
Upravno je sjedište ove općine selo Vrapčište.

## Zemljopisne osobine
Općina Vrapčište proteže se na zapadnom dijelu Pološke kotline, dok manji dio općine obuhvaća područje Šar-planine i planine Vraca. Graniči s Kosovom i općinom Bogovinje na sjeveru, s općinom Brvenica na istoku te s općinom Gostivar na jugu.
Ukupna površina Općine Vrapčište je 157,98 km².

## Stanovništvo
Općina Vrapčište ima 25.399 stanovnika. Po popisu stanovnika iz 2002. nacionalni sastav stanovnika u općini bio je sljedeći:

## Naselja u Općini Vrapčište
Ukupni broj naselja u općini je 15, i svih 15 su seoska naselja.

## Vanjske poveznice
- Općina Vrapčište na stranicama Discover Macedonia
- Općina Vrapčište  Arhivirana inačica izvorne stranice od 23. lipnja 2020. (Wayback Machine) (tur.)